# Ireneusz Werbiński

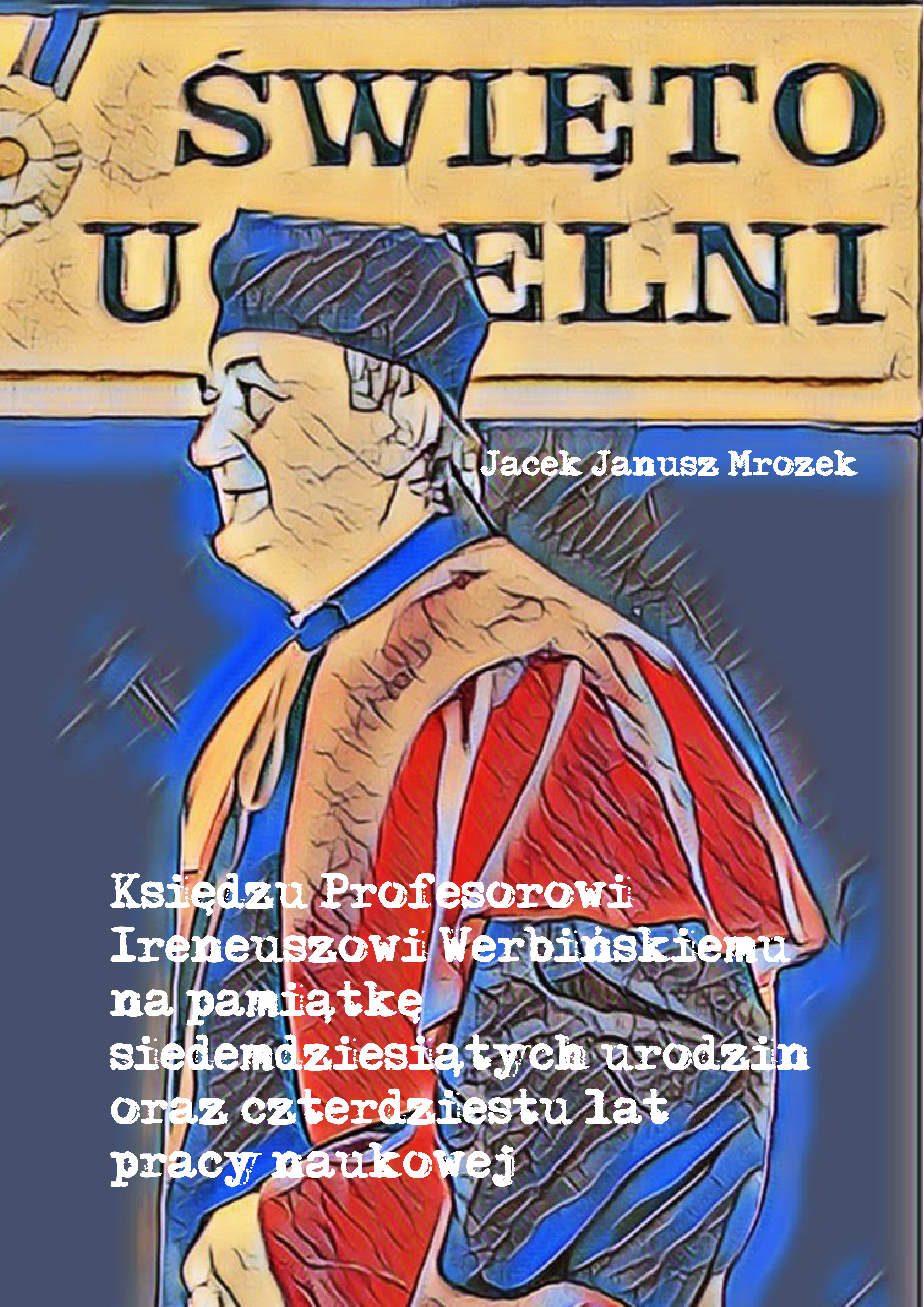
Książka dedykowana ks. Werbińskiemu

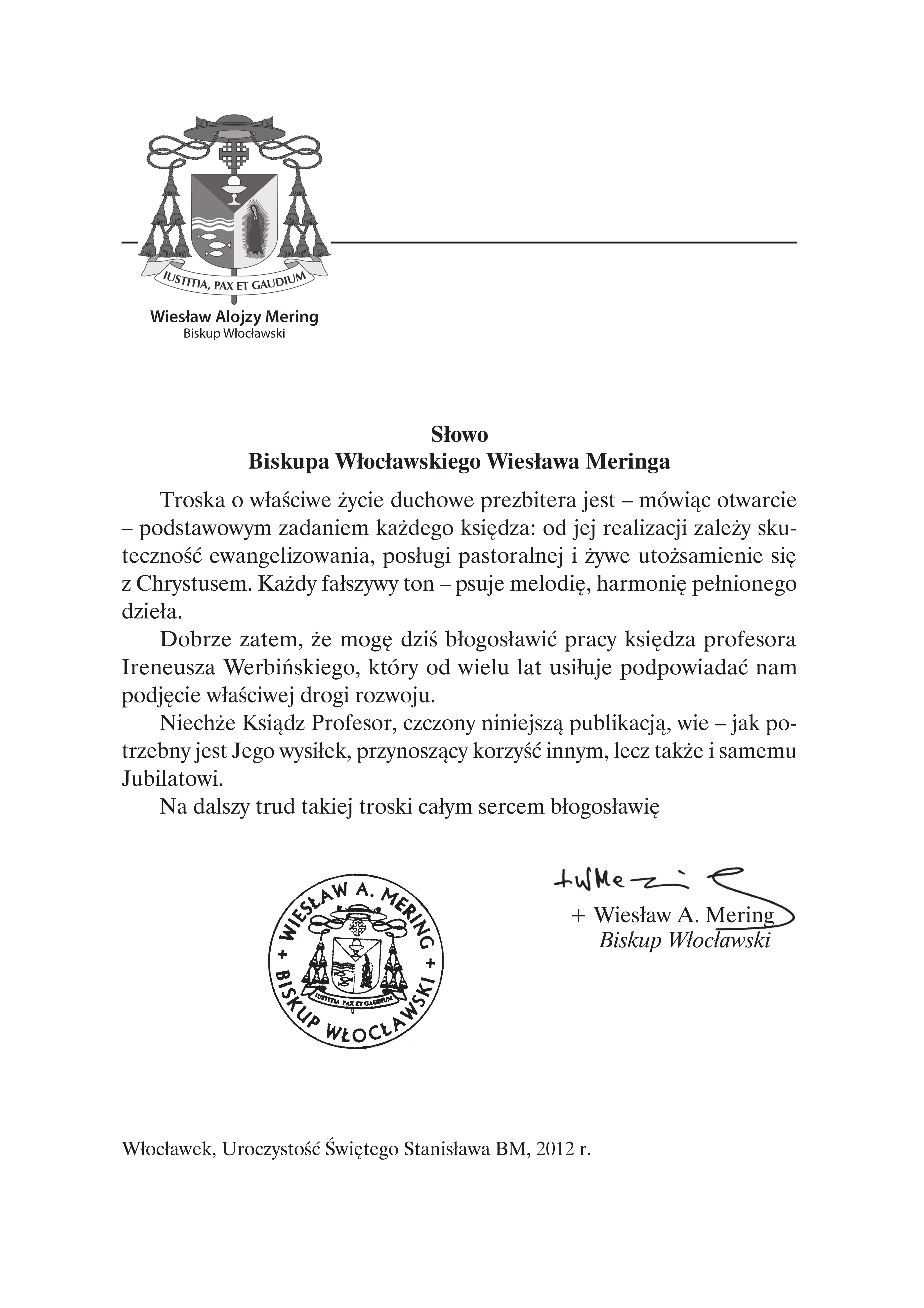
Słowo bpa Meringa w XIV tomie dedykowanych ks. Werbińskiemu „Studiów Włocławskich”

Ireneusz Werbiński (ur. 25 marca 1950 w Przespolewie Pańskim) – polski duchowny katolicki, teolog duchowości i hagiolog.

## Życiorys
Urodził się 25 marca 1950 w Przespolewie Pańskim k. Kalisza. Rodzicami jego byli Roman i Wanda z d. Guglas. Ukończył I Liceum Ogólnokształcące im. Adama Asnyka w Kaliszu w 1968, następnie wstąpił do Wyższego Seminarium Duchownego we Włocławku. Święcenia kapłańskie przyjął w 1974. Jest prezbiterem diecezji włocławskiej.

## Duszpasterstwo
Był wikariuszem w parafii katedralnej Wniebowzięcia Najświętszej Maryi Panny we Włocławku i w parafii św. Bartłomieja Apostoła w Koninie. W latach 1984–1990 był ojcem duchownym w Seminarium Duchownym we Włocławku.

## Wykształcenie i praca naukowa
W 1975 rozpoczął studia teologiczne w Prymasowskim Instytucie Życia Wewnętrznego w Warszawie. Pracę magisterską pt. Kierownictwo Duchowe młodzieży męskiej wieku dorastania obronił w 1978 na Wydziale Teologii Katolickiego Uniwersytetu Lubelskiego. W 1979 obronił licencjat naukowy z teologii duchowości w Prymasowskim Instytucie Życia Wewnętrznego w Warszawie. Po odbyciu studiów doktoranckich na Katolickim Uniwersytecie Lubelskim w 1980 uzyskał stopień naukowy doktora nauk teologicznych w zakresie teologii duchowości na podstawie rozprawy pt. Zagadnienia doskonałości chrześcijańskiej w polskiej literaturze teologicznej w latach 1918–1939. Jednocześnie rozpoczął studia na Wydziale Filozofii Chrześcijańskiej w zakresie psychologii. Od 1982 kontynuował systemem zaocznym na Wydziale Filozofii Chrześcijańskiej w Akademii Teologii Katolickiej w Warszawie, rozpoczęte uprzednio na KUL studia z psychologii uzyskując w 1986 magisterium z filozofii chrześcijańskiej w zakresie psychologii. W roku akademickim 1986/1987 przebywał w Rzymie i w Münster, gdzie gromadził materiały do przyszłych badań naukowych. W latach 1987–1990 był asystentem na Wydziale Teologicznym Akademii Teologii Katolickiej w Warszawie, w latach 1990–1995 był adiunktem przy jedynej w Polsce (aż do dziś) Katedry Hagiografii. W 1993 przeprowadził na podstawie dorobku naukowego i rozprawy pt. Świętość w świetle dekretów beatyfikacyjnych i kanonizacyjnych po Soborze Watykańskim II przewód habilitacyjny na tymże wydziale uzyskując stopień naukowy doktora habilitowanego nauk teologicznych w zakresie teologii duchowości i objął kierownictwo wyżej wymienionej Katedry. W 1995 otrzymał stanowisko profesora nadzwyczajnego na Wydziale Teologicznym ATK, a od 1999 na Uniwersytecie Kardynała Stefana Wyszyńskiego, w który przekształciła się ATK. Od 2001, za porozumieniem stron, przeniósł się na nowo utworzony Wydział Teologiczny Uniwersytetu Mikołaja Kopernika w Toruniu, gdzie pracował do 2018, najpierw jako kierownik Zakładu Teologii Duchowości, a po reorganizacji Wydziału jako Kierownik Zakładu Teologii Moralnej i Duchowości. W 2004 opublikował nowatorskie kompendium naukowe pt. Problemy i zadania współczesnej hagiologii, a w 2005 otrzymał tytuł profesora nauk teologicznych. W 2011 objął stanowisko profesora zwyczajnego na Wydziale Teologicznym UMK w Toruniu. Pracował na Wydziale Nauk Humanistycznych i Społecznych Mazowieckiej Uczelni Publicznej w Płocku. Od 2020 wykłada jako wybitny hagiolog, psycholog i pedagog w Kolegium Jagiellońskim – Toruńskiej Szkole Wyższej.

## Myśl naukowa
Poświęcono mu kilka publikacji, należą do nich artykuły znajdujące się w „Studiach Włocławskich”: J. Misiurek, Życie i działalność naukowo-badawcza ks. prof. zw. dr. hab. Ireneusza Werbińskiego; A. Sobczyk, Ujęcie świętości w publikacjach ks. prof. zw. dr. hab. Ireneusza Werbińskiego; L. Król (zestawienie) Bibliografia podmiotowa i przedmiotowa ks. prof. zw. dr. hab. Ireneusza Werbińskiego oraz artykuł w „Studiach Gdańskich” – W. Gałązka Człowiek duchowy w publikacjach ks. prof. dr hab. Ireneusza Werbińskiego. Pewien ewenement stanowi publikacja E. Kowalczyka, Wybrana korespondencja polskich wydziałów teologicznych i innych instytucji naukowych z księdzem profesorem Ireneuszem Werbińskim. Opublikował 16 książek, których jest autorem lub współautorem, poświęconych przede wszystkim duchowości, świętości chrześcijańskiej lub szeroko rozumianemu wychowaniu. Opublikował liczne artykuły naukowe, traktujące o świętości życia, ascezie, celibacie kapłańskim, wychowaniu w rodzinie i innych zagadnieniach. Opracował 42 hasła encyklopedyczne, wiele opracowań i artykułów popularnonaukowych i popularnych. Rozgraniczając pojęcia „hagiografii” i „hagiologii”, wykazał swój precyzyjny sposób naukowej dokładności. Wyznaczył program badawczy hagiologii, wypełniając w polskiej literaturze teologicznej brak takiego dzieła, które by w sposób praktyczny, a przy tym naukowy zajmowało się problemami świętości w wymiarze osobowym, społecznym i eklezjalnym. Warto podkreślić, że w badaniach hagiologicznych Werbiński po raz pierwszy zastosował w sposób komplementarny metody naukowe, którymi posługują się: psychologia, nauki społeczne, historia i teologia. W ramach teologii duchowości, podkreśla jej antropologiczny wymiar, jako postawę do jej rozwoju. Zauważa potrzebę formacji duchowej katolików świeckich i przygotowujących się do kapłaństwa. W jego publikacjach widać wzajemne przenikanie się refleksji na temat formacji kapłańskiej z ogólną myślą o formacji chrześcijańskiej. Problem ten ma swe uzasadnienie w odpowiednim stosowaniu doktryny o wspólnym kapłaństwie wiernych świeckich z powszechnym powołaniem do świętości.

## Ważniejsze publikacje książkowe
- I. Werbiński: Świętość w świetle dekretów beatyfikacyjnych i kanonizacyjnych po Soborze Watykańskim II. Warszawa: Wydawnictwa Akademii Teologii Katolickiej, 1993. ISBN 83-70720-12-9. Brak numerów stron w książce
- I. Werbiński: Problemy i zadania współczesnej hagiologii. Toruń: Wydawnictwo Uniwersytetu Mikołaja Kopernika, 2004. ISBN 83-23117-82-9. Brak numerów stron w książce
- I. Werbiński: Świętość jako zadanie dla każdego chrześcijanina. Toruń: Wydawnictwo Naukowe Uniwersytetu Mikołaja Kopernika, 2016. ISBN 978-83-23137-74-0. Brak numerów stron w książce
- I. Werbiński: Pedagogia rodzinna. Pelplin: Wydawnictwo Bernardinum, 2020. ISBN 978-83-81274-35-7. Brak numerów stron w książce

## Odznaczenia
- Złoty Medal „Zasłużony dla Obrony Terytorialnej” (2019)[7]